# ماثيو غريغورينا
ماثيو غريغورينا (بالكرواتية: Mario Gregurina)‏ (23 مارس 1988 بكوبريفنيتسا في كرواتيا - ) هو لاعب كرة قدم كرواتي في مركز الوسط. شارك مع منتخب كرواتيا تحت 17 سنة لكرة القدم ومنتخب كرواتيا تحت 20 سنة لكرة القدم. أما مع النوادي، فقد لعب مع نادي سلافن بيلوبو وNK Koprivnica ‏.

## وصلات خارجية
- ماثيو غريغورينا على موقع اتحاد كرواتيا (الكرواتية)
- ماثيو غريغورينا على موقع قاعدة بيانات كرة القدم.إي يو (الإنجليزية)